# Tauno Suoniemi
Tauno Suoniemi (* 4. Dezember 1927 in Nokia; † 22. Juli 1985 in Tampere) war ein finnischer Gewichtheber. Er nahm an den Olympischen Sommerspielen 1952 im Leichtgewicht teil. 

## Sportliche Laufbahn
Suoniemi begann seine Karriere als Gewichtheber Ende der 1940er Jahre und avancierte schnell zu einem der führenden finnischen Athleten in dieser Disziplin auf. Neben der Teilnahme an den Olympischen Spielen feierte Suoniemi auch nationale Erfolge. Er war mehrfacher finnischer Meister im Gewichtheben und stellte mehrere nationale Rekorde auf. Bei den Olympischen Spielen 1952 trat Suoniemi in der Leichtgewichtsklasse an. Er belegte mit einer Last von 345 kg belegte er den 10. Platz. Er nahm an den Disziplinen Drücken, Reißen und Stoßen teil. Am 22. Juli 1985 verstarb Tauno Suoniemi im Alter von 57 Jahren in Tampere.